# Schloss Ulrichskirchen

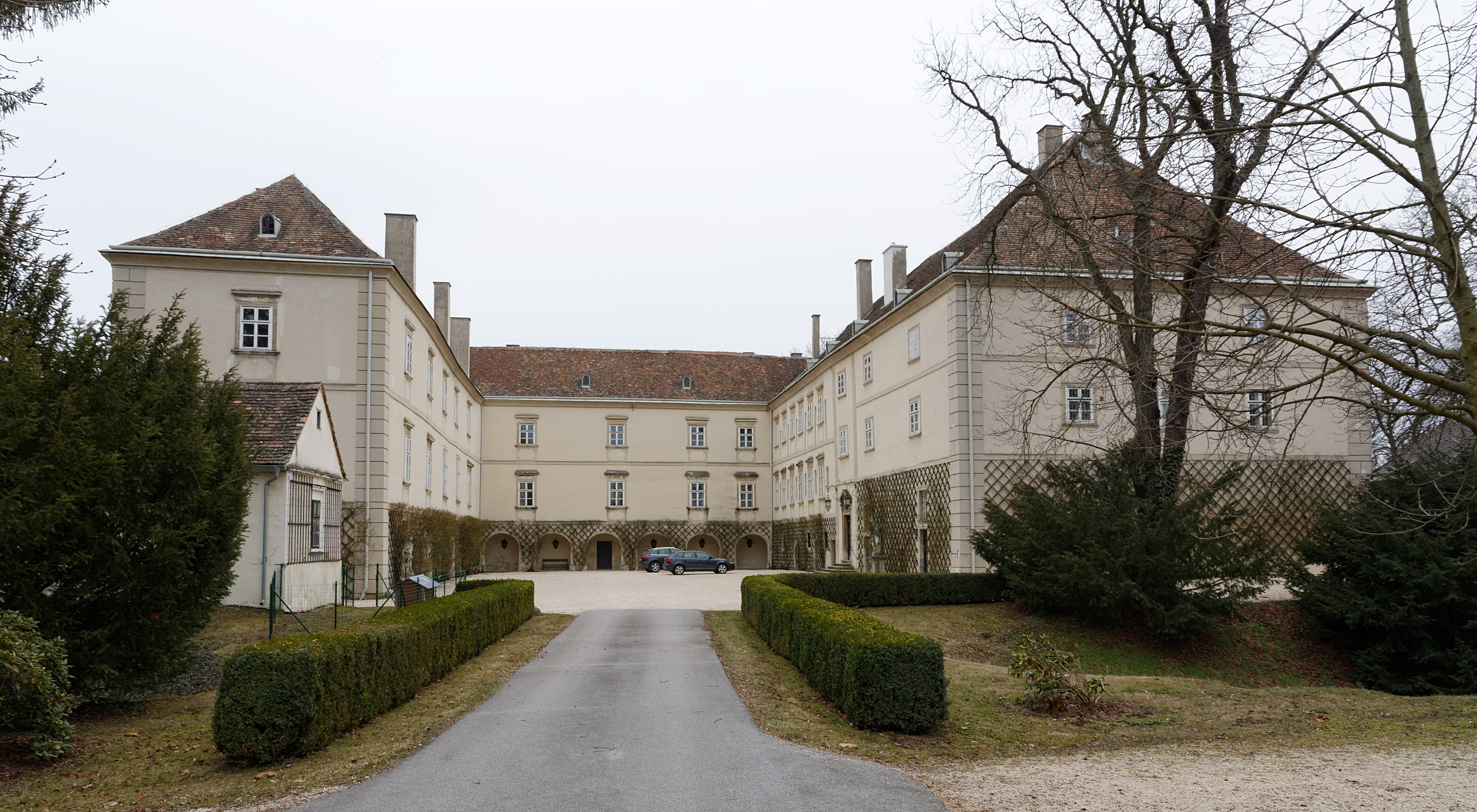
Schloss Ulrichskirchen

Das Schloss Ulrichskirchen ist eine nach Westen zu offene Dreiflügelanlage aus dem 16./17. Jahrhundert in erhöhter Lage am südöstlichen Ortsrand von Ulrichskirchen (Bezirk Mistelbach) in Niederösterreich. Seit 2019 steht das Schloss unter Denkmalschutz (Listeneintrag).

## Geschichte
Ein Festes Haus an der Stelle der heutigen Kirche kam an das Stift Heiligenkreuz, welches diese kleine mittelalterliche Wehranlage abreißen ließ. Auf einer Wiese errichtete Heinrich von Ulrichskirchen 1195 eine neue Burg, die 1256 Hermann von Wolkersdorf vom Propst von St. Pölten als Lehen erhielt. Nachdem die Nachkommen von Hermann um 1300 ausgestorben waren, gelangte der Wehrbau in den Besitz von Hermann von Kronberg (Hermannus de Chranperch), der diesen um 1320 abreißen ließ und an seiner Stelle eine deutlich größere Kastellburg errichtete, deren Vorbild die Burg in Wiener Neustadt, das Schloss Pottendorf oder die Hofburg in Wien gewesen sein könnte. Nach Fertigstellung der Burg verlegte Hermann von Kronberg seinen Wohnsitz von Kronberg nach Ulrichskirchen.
Im Jahre 1328 fiel König Johann von Böhmen im Weinviertel ein und eroberte unter anderem auch Ulrichskirchen. Nachdem die Herren von Kronberg um 1340 ausgestorben sein dürften, belehnte Herzog Albrecht III. im Jahre 1371 die Brüder Wolfgang und Hans Streun zu Schwarzenau mit der Herrschaft.
Ulrichskirchen gelangte in den 80er-Jahren des 14. Jahrhunderts an die Nikolsburger Linie der Liechtensteiner und fiel 1399 durch Heirat an Reinprecht II. von Walsee, auf den die Dachsberg, die Pottendorfer und die Starhemberg folgten.
1460 wurde Ulrichskirchen während der Kämpfe zwischen Kaiser Friedrich III. und seinem Bruder Herzog Albrecht VI. von den Truppen des böhmischen Königs Georg von Podiebrad angegriffen, doch gelang es diesen nicht, die gut befestigte Anlage einzunehmen.
Als Heiratsgut fiel die Herrschaft 1544 an Christoph von Zelking, der vermutlich den Ausbau zum Renaissance–Wasserschloss vornehmen ließ. Möglicherweise wurden im Zuge dieses Ausbaus drei der vier Ecktürme abgetragen, weil sie am Vischer–Stich von 1672 nicht mehr zu sehen sind, jedoch könnte der Abbruch auch erst um 1626 erfolgt sein.
Die Besitzverhältnisse änderten sich im 17. Jahrhundert mehrmals. Mährische Truppen fielen 1620 in Niederösterreich ein und brannten auch Ulrichskirchen nieder. Hans von Kollonitz erbte 1624 die Herrschaft und begann sofort mit dem Wiederaufbau. Er vergrößerte das Schloss, ließ es mit mächtigen Erdbefestigungen umgeben und die Westmauer weitgehend abreißen.
Eine neuerliche Erbschaft brachte Ulrichskirchen 1645 in den Besitz von Seyfried Christoph von Breuner. Durch Philip Ignaz von Breuner erfolgte die Verwandlung des Renaissanceschlosses in den Jahren 1713 bis 1723 in einen Landsitz des 18. Jahrhunderts.
1734 gelangte die Herrschaft in den Besitz von Margarethe Gräfin Dietrichstein. Bei einem Großbrand im Jahre 1782 in den Wohnräumen wurde die barocke Ausstattung vernichtet, das Äußere beschädigt und später in einfacheren Formen wiederhergestellt. Die Herrschaft erbte 1786 Walpurga Gräfin Salm.
Das Schloss diente während der Koalitionskriege in den Jahren 1797, 1805 und 1809 als Feldlazarett und weil hier auch französische Soldaten versorgt wurden, kam es zu keinen größeren Schäden durch die Besatzer.
Die Familie Bartenstein kaufte 1810 die Herrschaft und restaurierte das Schloss. Sophie von Bartenstein ließ 1854 die Schlosskapelle erneuern und stiftete den neobarocken Altar. Um 1860 gelangte die Herrschaft über Ludovica von Bartenstein an die Familie Gudenus. Leopold von Gudenus, der 1893 zum Landmarschall von Niederösterreich ernannt wurde, dokumentierte dieses Ereignis durch die Anbringung eines entsprechenden Deckenstucks in einem Raum des Südostturmes. Sein Wappen und die Grafenkrone, welche auf dem neobarocken Ziergiebel über einem Portal des Südtraktes angebracht sind, weisen auf seine 1907 erfolgte Erhebung in den Grafenstand hin.
In der ersten Hälfte des 20. Jahrhunderts war das Schloss im Besitz von Theresia Gräfin Hardegg und kam 1952 durch Heirat an die Grafen Bulgarini d' Elci, welche den Bau 1971 renovieren und die Fassaden neu verputzen ließen.

## Baubeschreibung

### Außen
Das von einem noch teilweise als Grünanlage gestalteten Erdwall umgebene Schloss liegt auf einer kleinen Anhöhe südöstlich des Ortskerns. Dem Erdwall vorgelagert waren beidseitig tiefe Gräben, von denen der äußere später teilweise zugeschüttet wurde. Die an der Innenseite des Grabens verlaufende Zwingermauer ist weitgehend erhalten und erneuert. Drei von den vier kleinen hufeisenförmigen Rondellen, mit denen sie an den vier Ecken verstärkt war, sind noch erhalten. Vor 1820 wurde ein Teil der Westmauer und das südwestliche Rondell abgetragen.
Über einen aufgeschütteten Damm erreicht man das Schloss von Westen her. Der große rechteckige Ehrenhof wird von den drei mit abgewalmten Satteldächern gedeckten Flügeln des dreigeschoßigen Schlosses begrenzt. Die im Nordwesten und Südwesten liegenden ehemaligen quadratischen Ecktürme sind die ältesten Bauteile, wobei das ursprüngliche Feste Haus den Kern des südwestlichen Eckturmes bildet.
Dendrochronologische Untersuchungen von Resten der Schalungsbretter im Kellergewölbe lassen auf eine Erbauung des 18 x 18 m großen gotischen Wohnturmes in der Zeit um 1320 schließen. Die besonders dicken Mauern des Turmes sind im Sockelgeschoß etwa 3,6 m stark und nehmen mit zunehmender Höhe deutlich ab. Die Mauerkanten sind mit Buckelquadern besetzt, die durch den Verputz nicht mehr sichtbar sind. Der Wohnturm wird auf dem Vischer-Stich viergeschoßig dargestellt, die Türme sind heute nur mehr im Grundriss deutlich zu erkennen, weil sie im Schloss verbaut sind. Sie waren durch eine mehr als einen Meter starke Ringmauer, die als Außenmauer noch vorhanden ist und durch ihre Stärke auf ein hohes Alter schließen lässt, miteinander verbunden. Der Bereich dürfte demnach im 13. Jahrhundert errichtet worden sein.
Das relativ große Schloss weist nur schlichten Fassadenschmuck auf. Nur der einstige Wohnturm blieb von der barocken Neufassadierung verschont, es wurde ihm lediglich hofseitig die barocke Statue des heiligen Benno vorgesetzt.
Die Gebäudefronten sind horizontal durch einfache Gesimsbänder gegliedert und die Gebäudekanten werden durch eine aufgeputzte Eckquaderung betont. Die mit Sandsteingewänden versehenen Fenster haben gerade Verdachungen. Das Schloss hatte im Osten und Westen je ein Portal, die jeweils durch Zugbrücken gesichert waren. Eine pfeilergestützte Altane springt an der östlichen Gartenfront über der Tordurchfahrt vor. Diese Altane und der Treppenaufgang wurden im 19. Jahrhundert angefügt.
Vor der südlichen Gartenfront des von einer Parkanlage umgebenen Schlosses stehen allegorische Steinfiguren auf Sockeln aus der ersten Hälfte des 18. Jahrhunderts.

#### Osttrakt
Die deutlich schwächere Hofmauer weist darauf hin, dass der Ostflügel erst aus dem 16. Jahrhundert stammt. Vorher gab es an dieser Stelle vermutlich keine massiven Gebäude, sondern nur einfache hölzerne Stallungen oder eine Begrenzungsmauer. Dem Gebäudeflügel sind im Erdgeschoß sechs offene Pfeilerarkaden aus dem 17. Jahrhundert vorgelegt, die von Kreuzgratgewölben abgeschlossen werden. Unter diesem Arkadengang steht die Steinplastik eines Ritters mit einem Falken.
In der Renaissancezeit wurden die Hoffronten zu einem Vierkanthof ausgebaut, auf dessen Wiederherstellung man nach der Zerstörung des Westflügels durch einen Brand im Jahre 1620 verzichtete. Seither weist das Schloss ein ehrenhofartiges Erscheinungsbild auf.

#### Nordtrakt
Am Westende des Nordflügels liegt die quadratische Schlosskapelle, deren Errichtung um 1626 erfolgte, nachdem schon in gotischer Zeit ein Sakralbau im ehemaligen Nordwestturm nachweisbar ist. Die den Heiligen Philipp und Jakob geweihte Kapelle wurde nach 1713 von Philipp Ignaz von Breuner barockisiert und diente seit 1726 als öffentliches Gotteshaus. Im 19. Jahrhundert wurde ihre Ausstattung erneuert und im 20. Jahrhundert wurden beiderseits ihres Steingewändeportals barocke Skulpturen der heiligen Maria Immaculata und des heiligen Florian aufgestellt.
Die Herrschaftsempore der zweigeschoßigen Kapelle wird über ein daneben befindliches Portal und eine steinerne Wendeltreppe erschlossen. Die drei rechteckigen Portale des Nordflügels stammen aus dem frühen 18. Jahrhundert.

#### Südtrakt
Die zierlichen toskanischen Säulen der später vermauerten zweigeschoßigen Arkaden des Südtraktes wurden anlässlich einer Restaurierung freigelegt und zwischen den Fenstern der beiden oberen Stockwerke neuerlich eingemauert.
Im östlichen Teil des Südtraktes ist ein mit 1626 datiertes Rechteckportal, das in den Keller führt. Es hat einen dreieckigen Blendgiebel und ein Doppelwappen im Giebelfeld.

### Innen
Die Räume des Erdgeschoßes haben Tonnenwölbungen.
Die Schlosskapelle ist ein einjochiger barocker Raum mit Platzlgewölbe aus dem 18. Jahrhundert und einer Ausstattung aus der gleichen Zeit. Der Hochaltar ist aus verschiedenen Teilen zusammengesetzt. Der Altartisch hat einen mehrstufigen vergoldeten und mit Bandelwerk dekorierten Aufbau. Über einem Madonnenbild in zierlichem Rokokorahmen ist das von geschnitzten Engelsfiguren gehaltene Ölbild des Schmerzensmannes. Ein barocker Reliquienbehälter, barocke Schnitzfiguren der Heiligen Judas Thaddäus und Johannes Nepomuk, ein barockes Votivbild der heiligen Notburga und ein Gitter aus Schmiedeeisen aus der ersten Hälfte des 18. Jahrhunderts vervollständigen die Ausstattung.